# Аид аль-Карни
А́ид ибн Абдалла́ ибн А́ид аль-Карни́ (араб. عائض بن عبد الله بن عائض القرني‎; род. 1 января 1959, Эль-Шарих, Балькарн, Саудовская Аравия) — саудовский исламский проповедник, писатель и активист. Стал известным книгой о самопомощи «Не грусти», которая направлена на мусульман и немусульман. Сооснователь оппозиционной организации Комитета защиты законных прав.
Был арестован во время чисток 2017 года.